# Deilephila
Deilephila is een geslacht van vlinders uit de familie van de pijlstaarten (Sphingidae).

## Voorkomen
Alle Deilephila-soorten komen voor in het Palearctisch gebied.

## Soorten
- Deilephila askoldensis (Oberthür, 1881)
- Deilephila elpenor (Linnaeus, 1758) - Groot avondrood
- Deilephila porcellus (Linnaeus, 1758) - Klein avondrood
- Deilephila rivularis (Boisduval, 1875)
- Deilephila suellus Staudinger, 1878

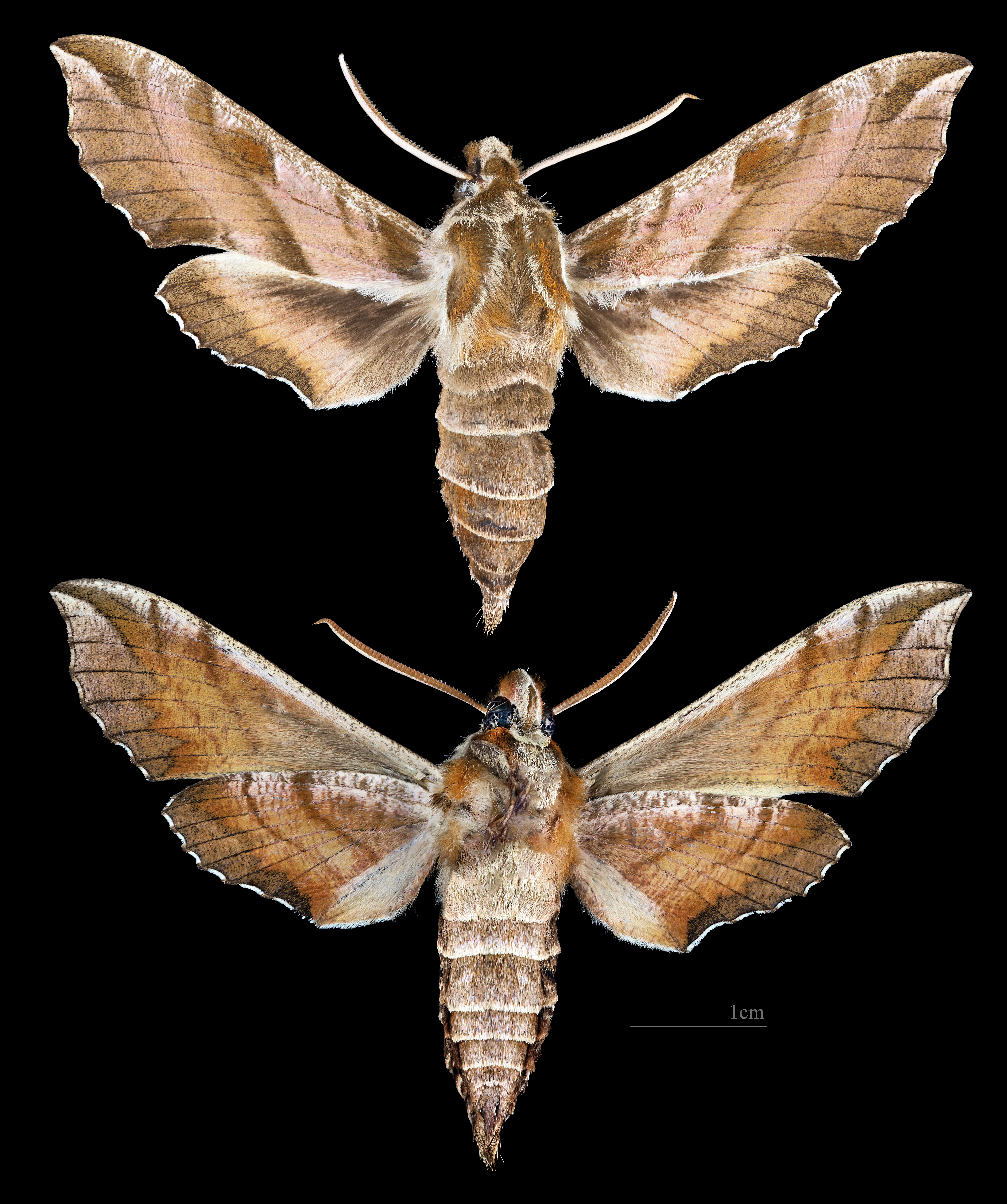
Deilephila askoldensis
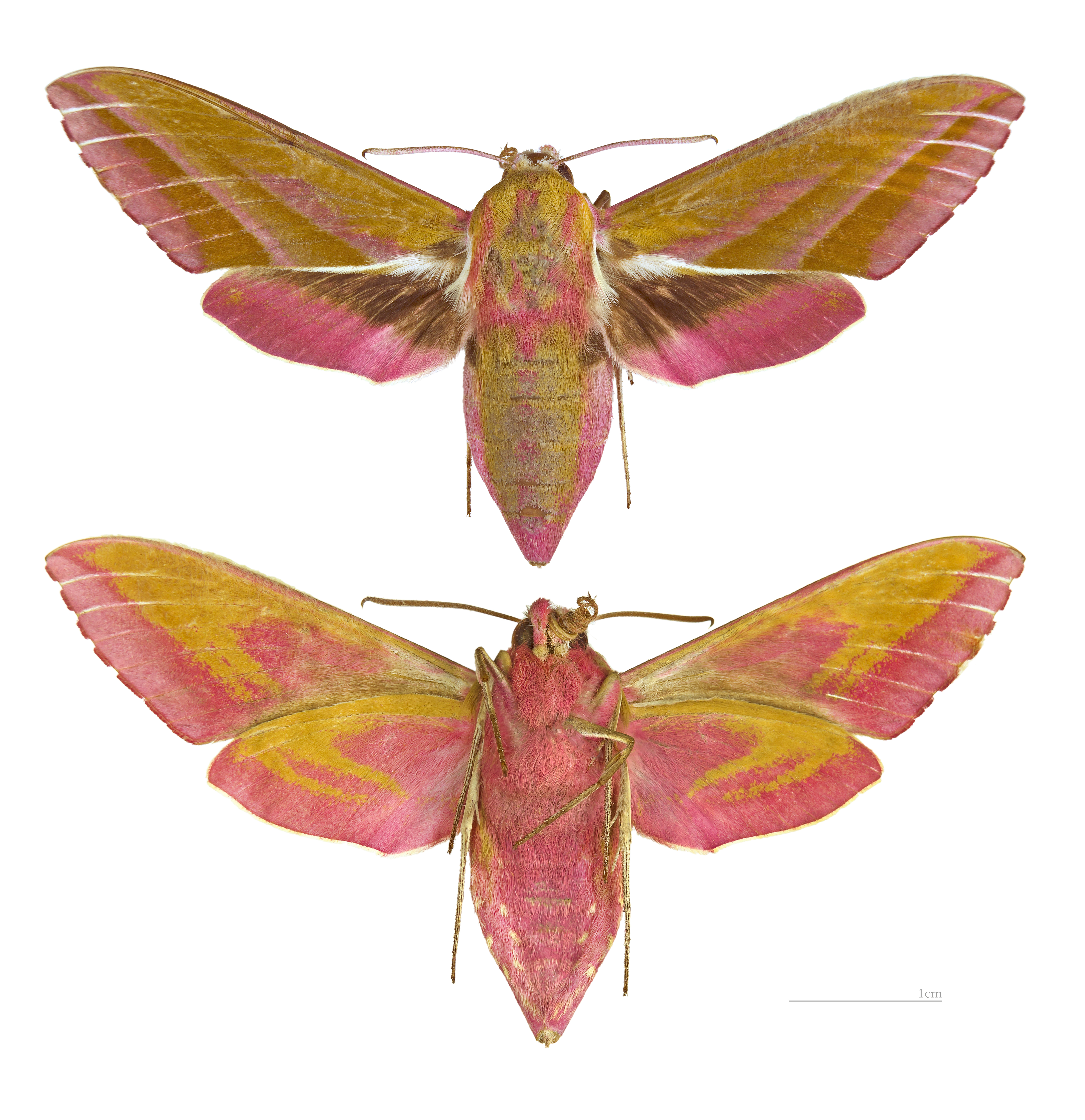
Deilephila elpenor
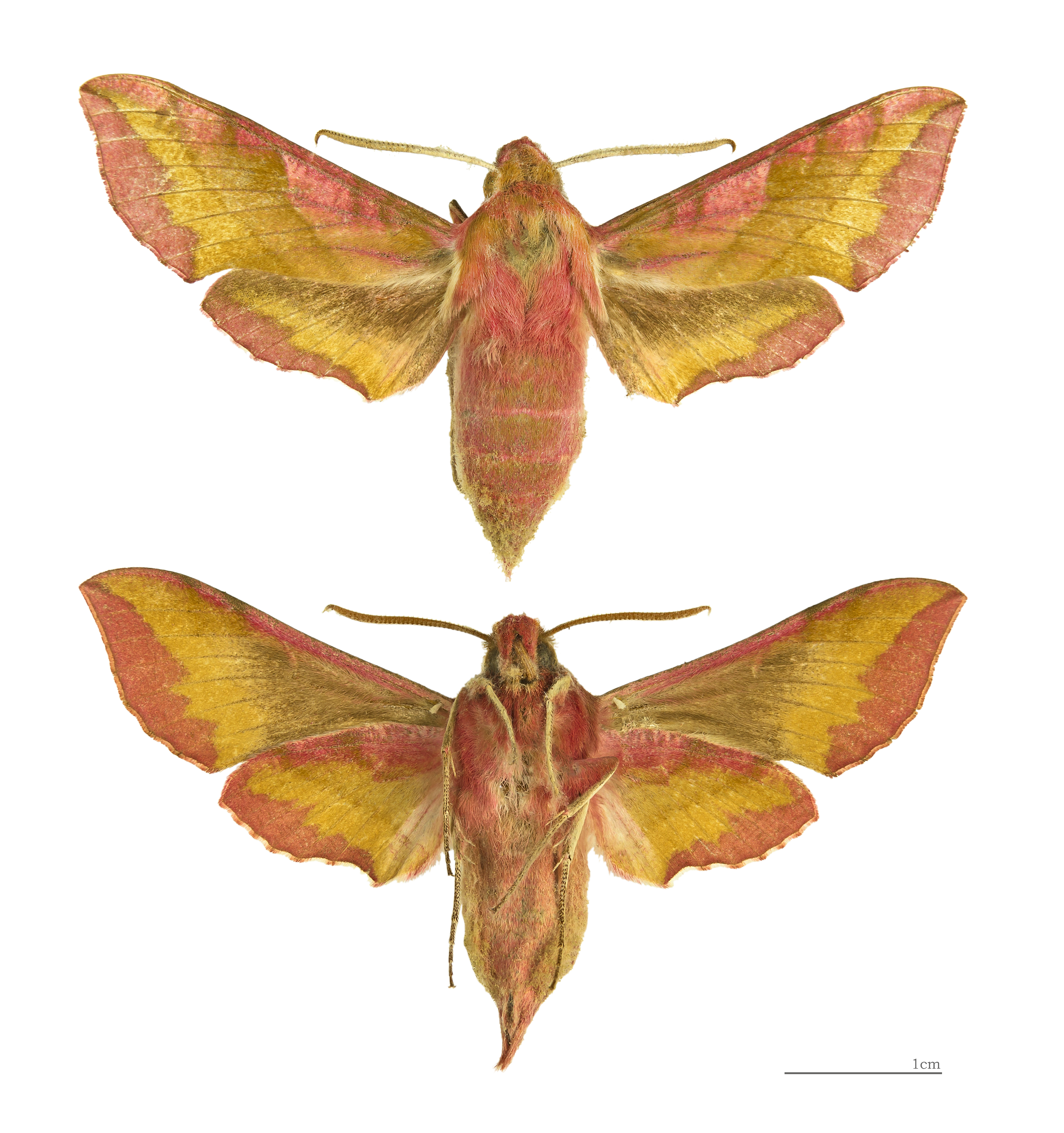
Deilephila porcellus